# Infraestruturas de Portugal
Infraestruturas de Portugal, S.A. (IP) es una empresa pública portuguesa resultante de la fusión entre REFER y Estradas de Portugal, administradoras de los ferrocarriles y carreteras de Portugal respectivamente.

## Red Ferroviaria

Red ferroviaria portuguesa en 2018

La red de ferrocarriles portugueses comprende:
- Vía de ancho ibérico (1668 mm): 2603 km, 1351 km electrificados a 25 kV 50 Hz y 25 km a 1.5kV DC.
- Vía estrecha 1000 mm: 188 km no electrificados.

### Líneas Operativas
- Línea del Miño
- Ramal de Braga
- Línea de Guimarães
- Línea del Duero
- Línea del Norte
- Línea del Vouga
- Línea de la Beira Alta
- Ramal de Alfarelos
- Línea del Oeste
- Ramal de Tomar
- Línea de la Beira Baixa
- Línea del Este
- Línea de Vendas Novas
- Línea de la Matinha
- Línea de Cintura
- Línea de Sintra
- Línea de Cascais
- Línea de Alentejo
- Línea de Évora
- Ramal Neves Corvo
- Línea del Sur
- Línea del Algarve

### Líneas y ramales clausurados
- Línea del Sabor
- Línea del Corgo
- Línea del Túa
- Línea del Támega
- Ramal de Montemor
- Ramal de Montijo
- Ramal de Mora
- Ramal de Moura
- Ramal de Portalegre
- Ramal de Reguengos
- Ramal de Cáceres